# Coteau d'Artets
Le coteau d'Artets est un sommet de France situé en Isère, au pied des falaises occidentales du massif du Vercors. Il culmine à 608 mètres d'altitude, dominant l'Isère au nord-ouest et Saint-Gervais au sud-ouest. En 2024, il est affecté par un important glissement de terrain.

## Géographie
Le coteau d'Artets est situé dans le sud-est de la France, en Isère, au pied du rebord occidental du massif du Vercors. Culminant à 608 mètres d'altitude, il domine de plus de 400 mètres la plaine drainée par l'Isère qui s'étend à l'ouest et au nord, à l'extrémité aval de l'ombilic glaciaire du Grésivaudan, face au plateau de Chambaran et aux collines du Nord-Isère,. Il est séparé du reste du Vercors par un col situé à 514 mètres d'altitude où est installé le hameau des Monts. La route départementale 1532 passe immédiatement à ses pieds à l'ouest et la route départementale 35 dite « route des Écouges » s'appuie sur son adret pour effectuer un virage en lacet. Sur la montagne sont implantés des antennes, une chapelle jusqu'en 2024 ainsi que deux carrières à ciel ouvert sur son ubac, l'une désaffectée et qui constitue un site d'escalade et l'autre en activité. Le bourg de Tullins se trouve au nord et celui de Vinay à l'ouest ; Grenoble se trouve à l'est, de l'autre côté du massif du Vercors.
D'un point de vue administratif, la limite communale entre La Rivière, dont le village se trouve au nord, et Saint-Gervais, dont le village se trouve au sud-ouest, traverse la montagne en ligne droite, du nord-ouest au sud-est en passant par le sommet. La montagne est incluse en totalité dans le parc naturel régional du Vercors mais est exclue de la ZNIEFF de type II « Chaînons septentrionaux du Vercors (« Quatre montagnes » et Coulmes) » qui s'étend sur les contreforts occidentaux et septentrionaux du massif ainsi que les Quatre Montagnes entre Autrans et Lans-en-Vercors,.
Ce relief est formé d'un synclinal couché de calcaire urgonien dans le cœur du pli et barrémien à l'extérieur et dont le pendage se relève vers le sud-est, constituant alors un crêt. La faille de Voreppe qui court de Saint-Gervais au sud-ouest à la cluse de Voreppe au nord-est passe au col juste à l'est.

## Histoire

### Présence et activités humaines

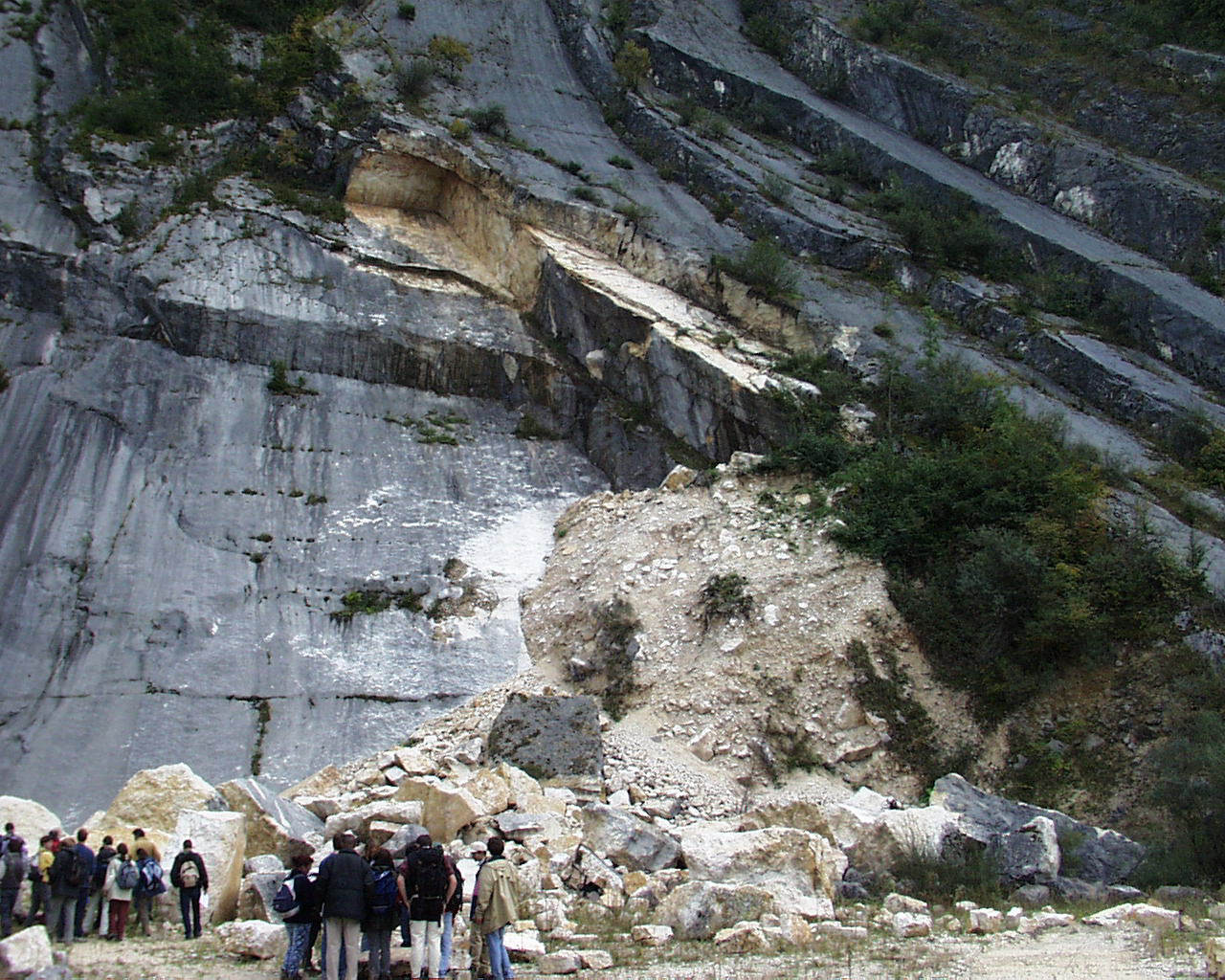
Étudiants en géologie en 2002 dans l'ancienne carrière du Lignet au pied du coteau d'Artets avec le faciès urgonien ayant subit un écroulement récent.

Le caractère sacré sur le site de la chapelle remonterait à l'installation d'une statue mariale dans une grotte à une cinquantaine de mètres au-dessus de l'Isère, soit au VIIIe siècle après le passage de Sarrasins dans le secteur, soit au Xe siècle avec le sauvetage de bateliers en perdition sur la rivière et qui s'en sont remis à la Vierge. Cette statue fait alors l'objet d'un pèlerinage et de dévotions. Elle est brisée par les révolutionnaires en 1793, réinstallée en 1840 et la chapelle est construite en 1873 à dix mètres de la grotte. Le site est intégralement emporté par un glissement de terrain le 25 juillet 2024,.
Pour sa roche calcaire urgonienne, la montagne est exploitée en deux phases, une première carrière à ciel ouvert à proximité immédiate du hameau du Lignet au nord et une seconde carrière au sud-ouest de la première, immédiatement sous le sommet et au nord-est de la chapelle. La première carrière est exploitée entre 1860 environ et 1967 pour son calcaire de teinte jaunâtre dit « Échaillon jaune », utilisé notamment dans l'architecture de Grenoble et de nombreuses villes françaises, dont Paris à l'opéra Garnier ; son emploi dans des églises grenobloises (notamment Saint-Louis et Saint-André) et à l'abbaye de Saint-Antoine suggèrent même une exploitation antérieure au XIXe siècle. Le second site d'exploitation est autorisé en 2003 sur une superficie de 21,9 hectares et un volume de 15 millions de tonnes de roches au rythme de 500 000 tonnes par an. La roche y est extraite par un recul du front de taille à l'aide d'explosifs jusqu'à une altitude entre 440 et 535 mètres, soit une centaine de mètres sous le sommet et pour un front de taille de 255 à 350 mètres de hauteur à terme.

### Glissement de terrain

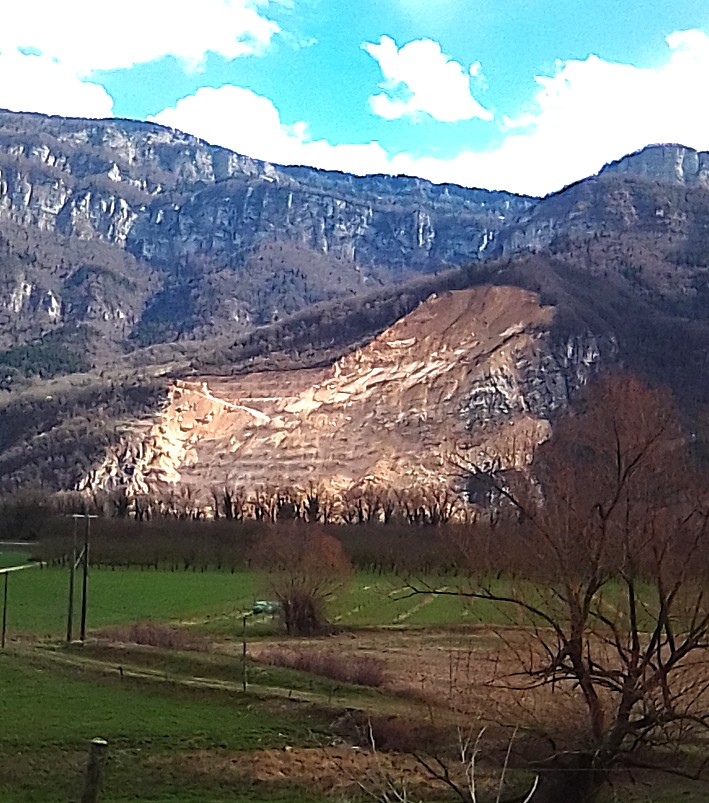
L'éboulement en 2025.

Une partie du flanc nord-ouest de la montagne, entre le sommet et le haut de la carrière, est affectée par un glissement de terrain le 25 juillet 2024 vers 19 h,. Les matériaux emportent une partie de la forêt et la chapelle Notre-Dame-d'Armieu qui se trouve sur le flanc nord-ouest de la montagne, s'épandant dans la plaine alluviale en contre-bas, recouvrant la route départementale 1532 et des terres agricoles,. Bien qu'impliquant un volume significatif de roches et impactant des secteurs avec de l'activité humaine, l'évènement ne fait aucune victime identifiée.